# Trois etudes de concert opus 32
Trois etudes de concert opus 32 is een verzameling van drie etudes voor piano solo van Agathe Backer-Grøndahl. Het zijn “oefeningen” voor pianisten, die ook tijdens een concert gespeeld kunnen worden. Het was de derde verzameling van dit soort werkjes van de Noorse. De componiste, zelf concertpianiste, voerde nummer drie een aantal keren zelf uit tijdens een Noorse tournee in april en mei 1892.  De verzameling etudes werd uitgegeven door Edition Wilhelm Hansen (nr. 11532) in Kopenhagen.
De drie etudes:
1. etude nr. 1 in allegro in D majeur in 4/4-maatsoort
2. etude nr. 2 in tranquillo in f mineur in 4/4-maatsoort
3. etude nr. 3 in allegro leggiero in Des majeur in 4/4-maatsoort

Martin Knutzen was een collega-pianist van Agathe Backer-Grøndahl.